# Ђукан Ђукановић
Ђукан Ђукановић (Ваљево, 31. октобар 1992) је српски кошаркаш. Игра на позицији плејмејкера.

## Каријера
Каријеру је почео у ваљевском Металцу у чијем првом тиму је дебитовао као 16-годишњак, а од 2011. је постао и капитен екипе. Играо је за Металац све до марта 2014. када одлази у  Чешку где потписује за Колин. У екипи Колина је завршио сезону 2013/14. и одиграо целу 2014/15. сезону. У сезони 2015/16. је играо за словеначку Хопси Ползелу.
Од сезоне 2016/17. поново је заиграо за Металац. Био је најкориснији играч Кошаркашке лиге Србије у сезонама 2017/18. и 2018/19. Крајем фебруара 2019. је напустио Металац и прешао у шпанског друголигаша Љеиду. У Љеиди се задржао до краја сезоне. У септембру 2020. је потписао уговор са Челиком из Зенице. У децембру исте године напушта Челик и прелази у екипу Пирота.

## Успеси

### Појединачни
- Најкориснији играч Кошаркашке лиге Србије (2): 2017/18, 2018/19.